# Мушетешть (Горж)
Мушетешть, Мушетешті (рум. Mușetești) — село у повіті Горж в Румунії. Адміністративний центр комуни Мушетешть.
Село розташоване на відстані 222 км на захід від Бухареста, 18 км на північний схід від Тиргу-Жіу, 94 км на північ від Крайови.

## Населення
За даними перепису населення 2002 року у селі проживали 1042 особи, з них 1041 особа (99,9%) румунів. Рідною мовою 1041 особа (99,9%) назвала румунську.